# Prchalov
Prchalov (niem. Prchalau) – część miasta Příbor w kraju morawsko-śląskim, w powiecie Nowy Jiczyn w Czechach. Jest to także gmina katastralna o powierzchni 136,2385 ha. Centrum osady położone jest około 2 kilometry na północny zachód od centrum miasta, w granicach historycznego regionu Moraw. Populacja w 2001 wynosiła 196 osób, zaś w 2011 odnotowano 82 adresy.
Miejscowość powstała w 1798 roku w wyniku parcelacji miejscowego gruntu dworskiego, a nazwę otrzymała na cześć zarządcy państwa hukwaldzkiego, Józefa Stanisława Prchala. W opisie państwa hukwaldzkiego z 1835 Prchalov został opisany jako jedna z tylko dwóch miejscowości, gdzie posługiwano się językiem niemieckim. Według austriackiego spisu ludności z 1900 r. Prchalov liczył 237 mieszkańców zamieszkałych w 39 domach, na obszarze 109 hektarów, z czego wszyscy byli katolikami, 207 było czesko- a 30 niemieckojęzycznymi.